# وطبه
وطبه (به عربی: وطبة) یک روستا در سوریه است که در ناحیه مرکزی جسر الشغور واقع شده‌است. وطبه ۳۵۶ نفر جمعیت دارد.